# تشي أوكي
تشي أوكي (باليابانية: 青木千絵) هي نحّاتة يابانية، ولدت في 1981.